# Arbedo-Castione
Arbedo-Castione (Lmo. Arbed-Castion) – miejscowość i gmina w południowej Szwajcarii, w kantonie Ticino, w okręgu (distretto) Bellinzona, siedziba administracyjna powiatu Arbedo-Castione. Leży nad rzekami Ticino oraz Moesa.

## Demografia
W Arbedo-Castione mieszkają 5 042 osoby. W 2021 roku 26,7% populacji gminy stanowiły osoby urodzone poza Szwajcarią. 

## Transport
Przez teren gminy przebiegają autostrada A13 oraz drogi główne nr 2 i nr 13.